# كاوري منابي
كاوري منابي (باليابانية: 眞鍋かをり) هي مدونة وممثلة يابانية، ولدت في 31 مايو 1980 في اليابان.

## وصلات خارجية
- كاوري منابي على موقع IMDb (الإنجليزية)
- كاوري منابي على موقع قاعدة بيانات الفيلم (الإنجليزية)